# Ylvesøya
Ylvesøya est une île norvégienne du comté de Vestland appartenant administrativement à Bømlo.

## Description
Rocheuse et pratiquement désertique à l'exception de quelques sapins sur la côte est, elle s'étend sur environ 1,4 km de longueur pour une largeur approximative de 1,076 km. Elle est traversée à l'est par la FV18. Il y a quelques demeures sur sa côte est. 